# 롭슨 다 실바

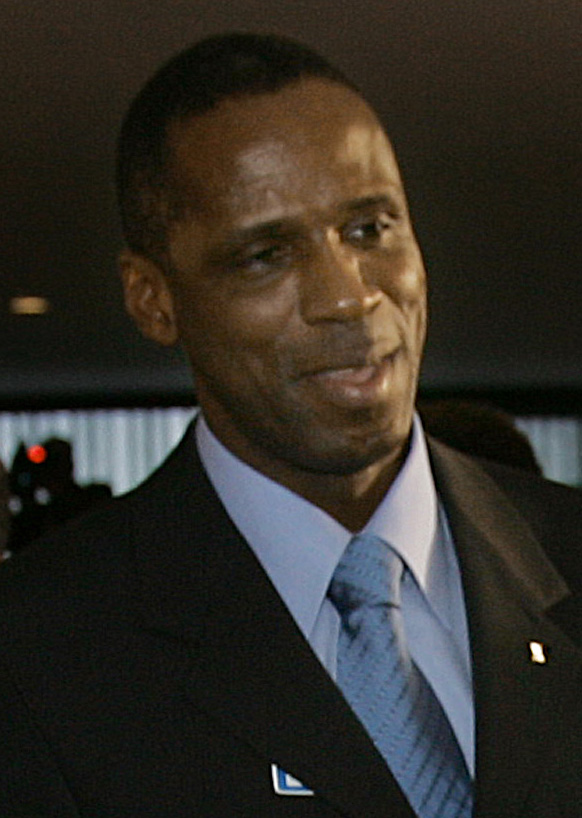

롭슨 다 실바(Robson da Silva, 본명: Robson Caetano da Silva, 1964년 9월 4일 ~ , 리우데자네이루 출생)는 브라질의 단거리 달리기 육상 선수이다. 4회 연속 하계 올림픽(1984, 1988, 1992, 1996)에 출전했고, 1988년 서울 올림픽 200m 이상 동메달, 1996년 애틀랜타 올림픽 400m 계주에서 동메달을 획득했다.
다 실바는 200m 이상 월드컵 대회(1985, 1989, 1992)에서 3승을 거두었다. 그는 100m 이상 2개의 남미 기록과 200m 이상 5개의 남미 기록을 세웠다. 1989년에는 200m 주파에서 19초96의 기록으로 세계 1위를 차지했다. 개인 최고 기록인 10.00은 그를 역사상 네 번째로 빠른 남미 선수로 만들었다.
경기력 향상 약물과 관련하여 다 실바는 인격과 존엄성의 문제이기 때문에 약물을 복용하지 않기로 결정했다고 밝혔다.